# Llengua de Signes Catalana
Die Llengua de Signes Catalana (kurz LSC; sinngemäß deutsch Katalanische Gebärdensprache) ist eine katalanische Gebärdensprache. Henri Wittmann vermutet, dass sie zur Familie der französischen Gebärdensprachen gehört.
Die Llengua de Signes Catalana wird von 25.000 Sprechern, darunter 12.000 gehörlosen Menschen beherrscht.

## Weblink
- LSC auf wikisign.org, abgerufen am 7. April 2013 (spanisch)